# Thomas Kiely Gorman
Thomas Kiely Gorman (* 30. August 1892 in Pasadena, Kalifornien; † 16. August 1980 in Dallas, Texas) war ein US-amerikanischer römisch-katholischer Geistlicher. Gorman war zuletzt Bischof des Bistums Dallas.

## Leben
Thomas Gorman, Sohn von John Joseph und Mary Elizabeth Gorman, absolvierte ab dem Jahr 1910 das Saint Patrick's Seminary and University in Menlo Park. 1914 wechselte er ans St. Mary's Seminary and University in Baltimore (Maryland). Am 23. Juni 1917 empfing Gorman das Sakrament der Priesterweihe.
Danach studierte er ein Jahr, bis 1918, an der Katholischen Universität von Amerika in Washington, D.C. Danach war er bis 1922 als Kaplan im Erzbistum Los Angeles tätig. Danach ging er für drei Jahre nach Europa, wo er 1925 an der Katholischen Universität im belgischen Löwen seinen Doktortitel in Geschichtswissenschaften erwarb. Von 1926 bis 1931 war er Herausgeber des Tidings, einer katholischen Fachzeitschrift in Los Angeles.
Papst Pius XI. ernannte Gorman am 24. April 1931 zum ersten Bischof des Bistums Reno in Nevada. Die Bischofsweihe spendeten ihm am 22. Juli 1931 der Erzbischof von Los Angeles, John Joseph Cantwell, und die Mitkonsekratoren, die Bischöfe John Joseph Mitty und Robert John Armstrong. Gorman war danach 21 Jahre lang Bischof von Reno.
Papst Pius XII. war es, der ihn am 8. Februar 1952 zum Koadjutor-Bischof von Dallas in Texas ernannte sowie gleichzeitig zum Titularbischof von Rhasus. Nach dem Tod des Bischofs Joseph Patrick Lynch, im August 1954, übernahm Gorman am 29. August 1954 den Bischofssitz. Gorman diente seinem neuen Bistum 15 Jahre lang. Während seiner Amtszeit fand das Attentat auf US-Präsident John F. Kennedy statt.
Am 27. August 1969 gestattete ihm Papst Paul VI. den Rücktritt von seinen Funktionen. Gleichzeitig übernahm er als Titularbischof das Titularbistum Pinhel. Ihm wurde von seinem Nachfolger gestattet, im bischöflichen Palais wohnen zu bleiben. Hier starb er im August 1980, zwei Wochen vor seinem 88. Geburtstag.